# Liste der deutschen Kardinäle
Die Liste der deutschen Kardinäle zählt alle Kardinäle aus Deutschland auf und weist auf Sonderfälle hin. Es werden die Kardinäle ehemaliger und aktueller deutscher Bistümer sowie deutsche Kurienkardinäle zusammengeführt. Die Säkularisation von 1803 dient der Gliederung.

## Deutsche Kardinäle vor 1803
- Werinhar († 982), Abt von Fulda (968–982), Begleiter Ottos II. in Italien, soll dort kurz vor seinem Tod 982 Kardinalpriester geworden sein
- Friedrich von Lothringen, der spätere Papst Stephan IX. († 1058), war Kardinal und Abt von Montecassino unter Leo IX.
- Bruno († 1092), Kardinalpriester von S. Sabina ab 1058
- Gerhard († 1077), Kardinal seit 1067[1]
- Kuno von Praeneste († 1122), Kardinal seit 1108
- Dietwin (auch Theodwin) († 1153), Abt in Gorze, päpstlicher Legat beim Zweiten Kreuzzug, Kardinal seit 1134
- Konrad I. von Wittelsbach († 1200), Erzbischof von Mainz (Konrad I.) und Salzburg (Konrad III.), Kardinal ab 1165?
- Siegfried II. von Eppstein († 1230), Erzbischof von Mainz und Erzkanzler des Heiligen Römischen Reiches, Kardinal ab 1206
- Konrad von Urach († 1227), Zisterzienserabt, Kardinalbischof und Kardinallegat in Frankreich und Deutschland, Kardinal ab 1219
- Thomas Olivier (oder Thomas Oliver, auch Oliver der Sachse, Oliver von Paderborn, Oliver von Köln) († 1227), 1223 bis 1225 Bischof von Paderborn, Kardinal seit 1225
- Johannes III. Grünwalder († 1452), 1443/48 bis 1452 Fürstbischof von Freising, seit 1440 Kardinal (durch Gegenpapst Felix V.)
- Nikolaus von Kues (1401–1464), päpstlicher Legat, ab 1450 Fürstbischof von Brixen, Kardinal seit 1448
- Peter von Schaumberg (1388–1469), 1424 bis 1469 Bischof von Augsburg, Kardinal spätestens seit 1450
- Burkhard von Weißpriach († 1466), ab 1461 Erzbischof von Salzburg, Kardinal 1458/1461?
- Georg Hessler (auch Georg Heßler, Georg von Hessler, Georg von Heßler und Georg von Hasler) († 1482)
- Matthäus Lang von Wellenburg (1468–1540), ab 1519 Erzbischof von Salzburg, Kardinal seit 1511 in pectore
- Albrecht von Brandenburg (1490–1545), ab 1513 Erzbischof von Magdeburg und ab 1514 Erzbischof zu Mainz, Kardinal seit 1518
- Nikolaus von Schönberg (1472–1537), Päpstlicher Gesandter, Erzbischof von Capua, Kardinal seit 1537
- Otto von Waldburg (1514–1573), ab 1543 Bischof von Augsburg, Kardinal seit 1544
- Johannes Gropper (auch Johann Gropper) (1503–1559), Theologe, Kardinal seit 1555
- Stanislaus Hosius (1504–1579), ab 1559 Legat am kaiserlichen Hof in Wien, Kardinal seit 1561
- Mark Sittich von Hohenems (auch Markus Sittikus bzw. Marco Sittico Altemps) (1533–1595), 1561 bis 1589 Fürstbischof von Konstanz, Kardinal seit 1561
- Philipp von Bayern (1576–1598), ab 1579 (!) Fürstbischof von Regensburg, Kardinal seit 1596
- Eitel Friedrich von Hohenzollern (1582–1625), ab 1623 Fürstbischof von Osnabrück, Kardinal seit 1621
- Friedrich von Hessen-Darmstadt (1616–1682), Kardinal seit 1650, erst 1673 Bischofsweihe und Bischof von Breslau
- Franz Wilhelm von Wartenberg (1593–1661), 1625–1661 Fürstbischof von Osnabrück, Kardinal seit 1660
- Bernhard Gustav von Baden-Durlach O.S.B. (1631–1677), ab 1671 Fürstabt in Fulda und ab 1673 in Kempten, Kardinal ab 1671
- Wilhelm Egon von Fürstenberg-Heiligenberg (1629–1704), ab 1682 Bischof von Straßburg, Kardinal seit 1686
- Christian August von Sachsen-Zeitz (1666–1725), ab 1707 Erzbischof von Esztergom (Gran), Kardinal seit 1706
- Damian Hugo Philipp von Schönborn-Buchheim (1676–1743), ab 1719 Fürstbischof von Speyer, ab 1740 Fürstbischof von Konstanz, Kardinal seit 1713
- Franz Konrad von Rodt (1706–1775), 1750 bis 1775 Fürstbischof von Konstanz, Kardinal seit 1756
- Franz Christoph von Hutten zum Stolzenberg (auch zu Stolzenfels) (1706–1770), ab 1743 Fürstbischof von Speyer, Kardinal seit 1761
- Johann Heinrich von Frankenberg (1726–1804), ab 1759 Erzbischof von Mechelen, Kardinal seit 1778

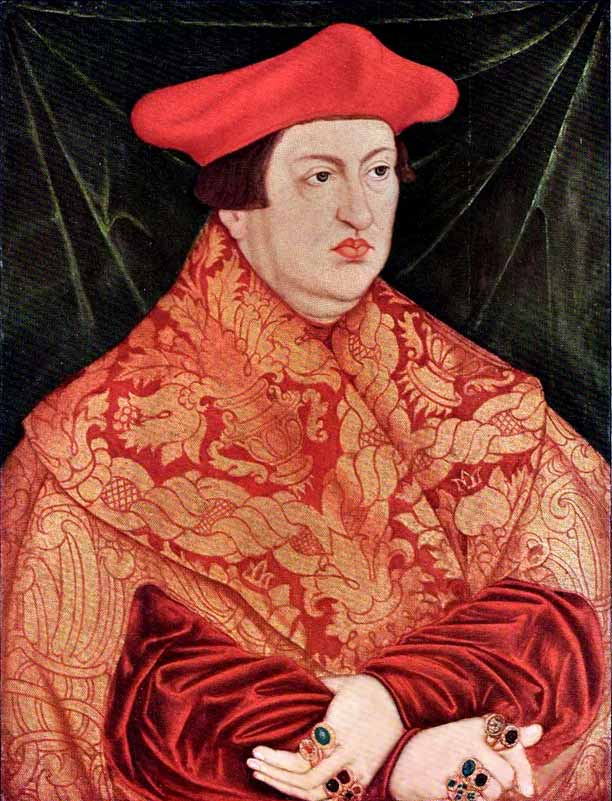
Albrecht von Brandenburg
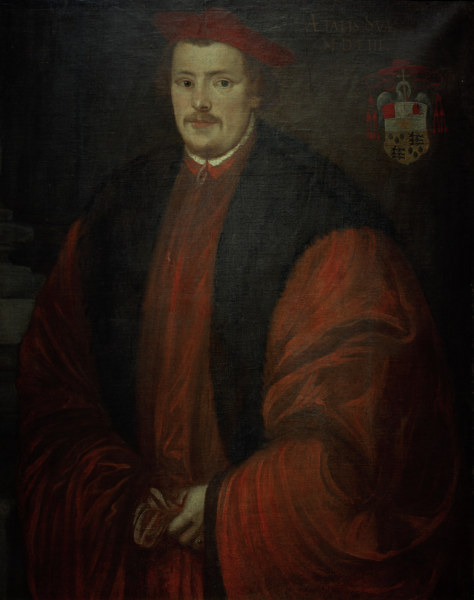
Otto von Waldburg
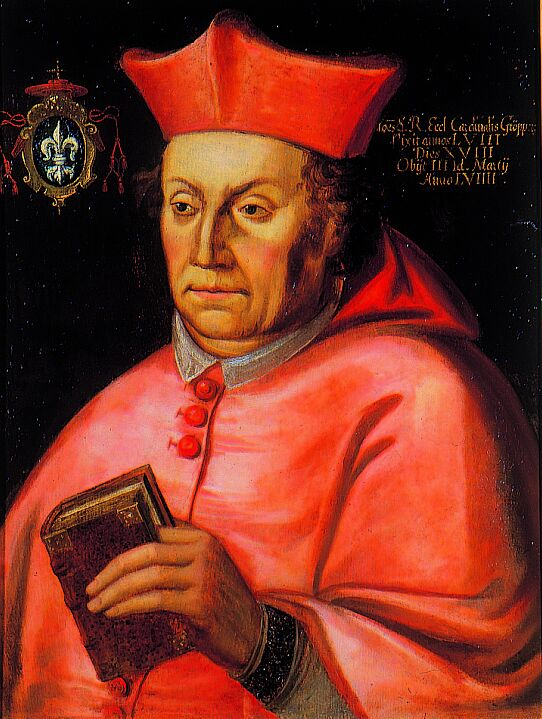
Johannes Gropper
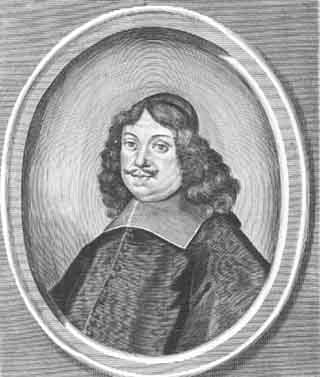
Friedrich von Hessen-Darmstadt
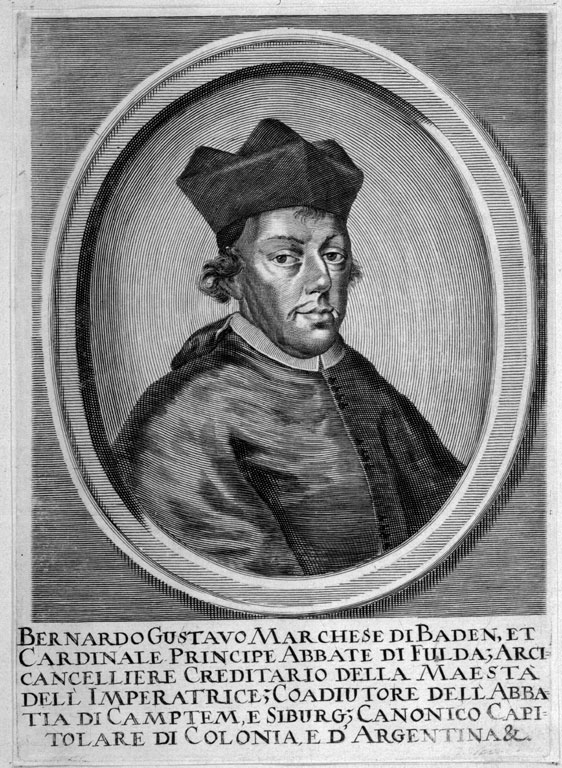
Bernhard Gustav von Baden-Durlach
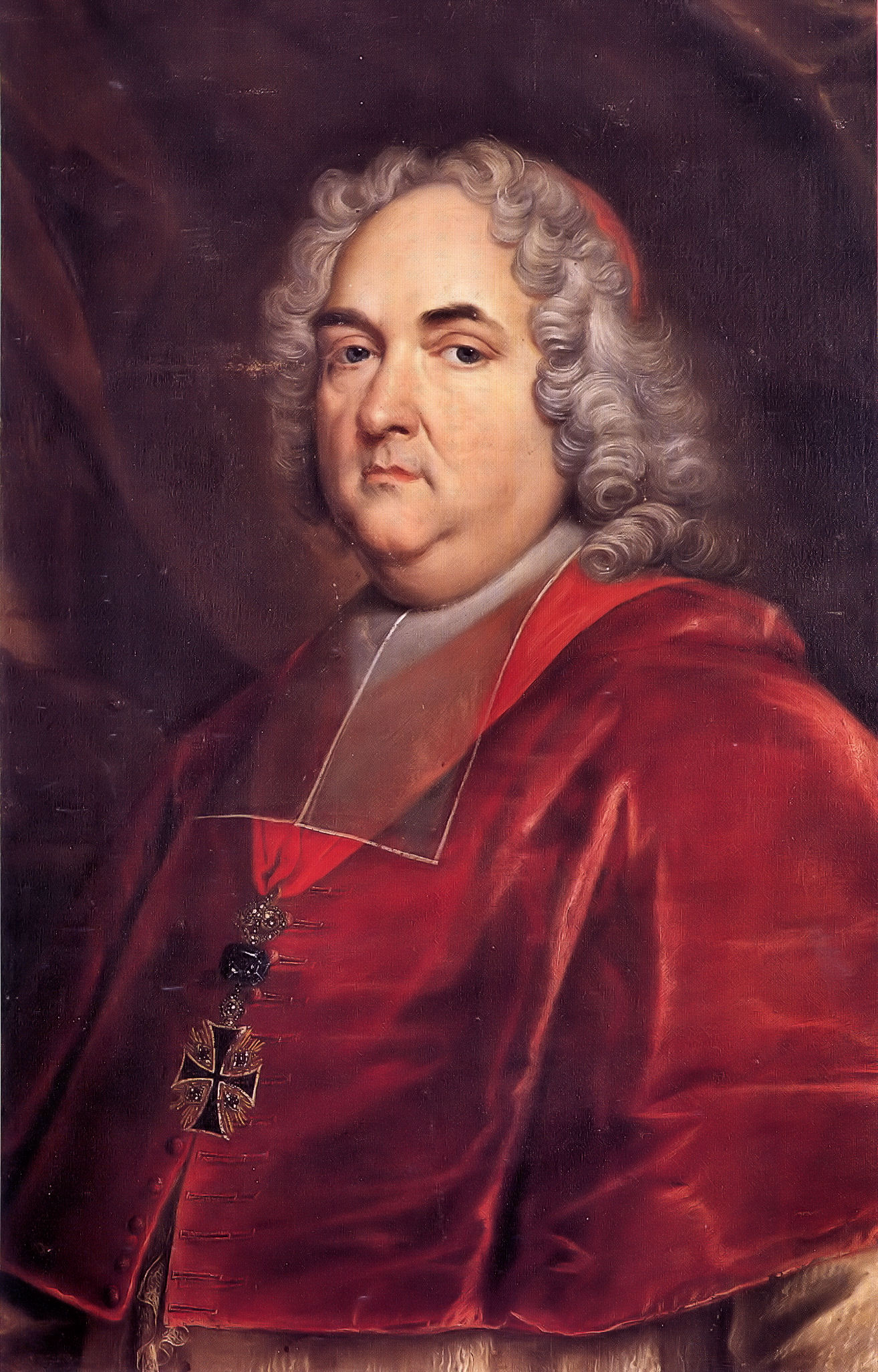
Damian Hugo Philipp von Schönborn-Buchheim
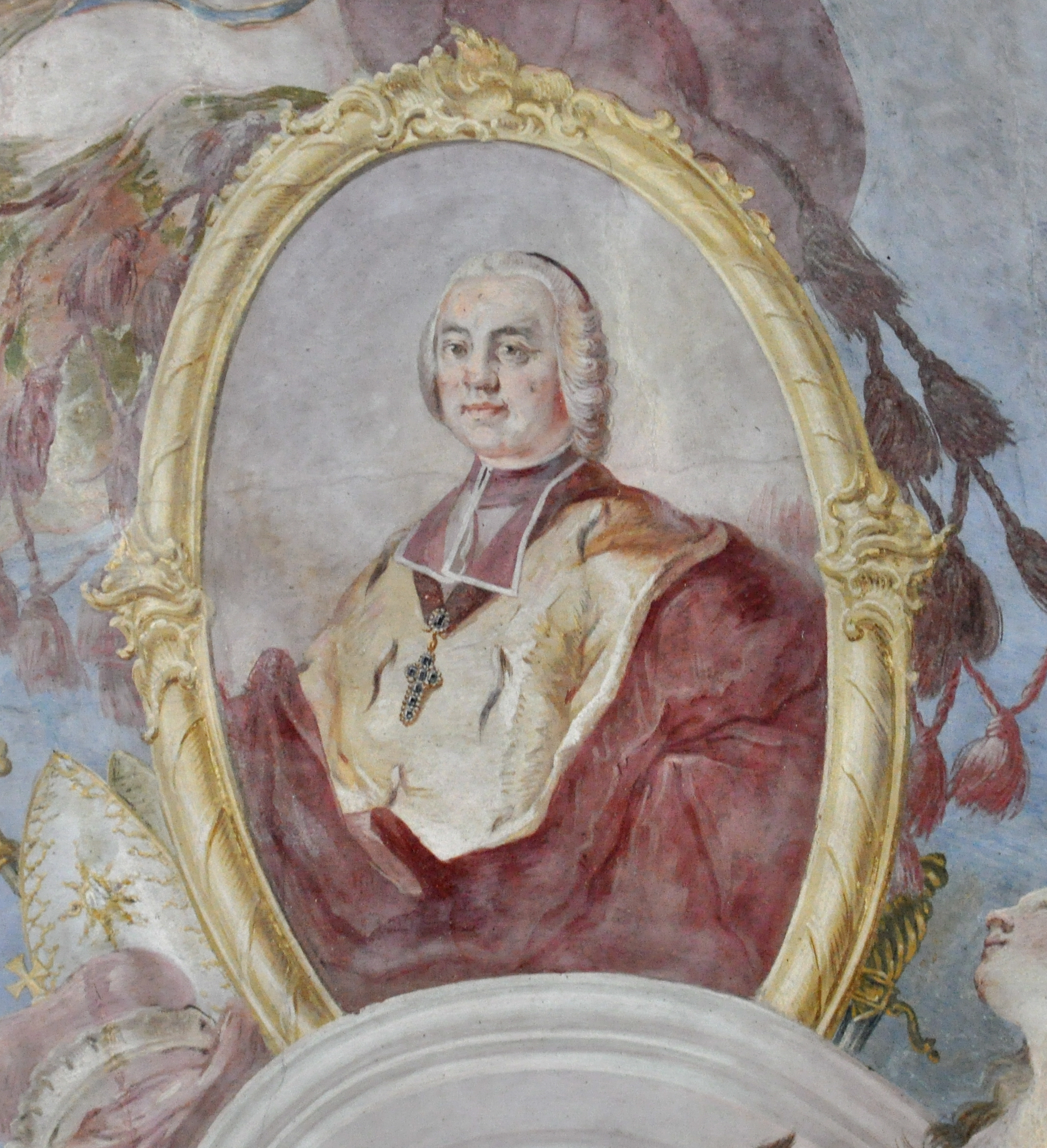
Franz Konrad von Rodt
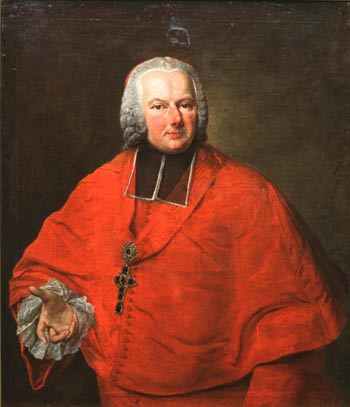
Franz Christoph von Hutten zum Stolzenberg

### Sonderfälle
- Adriaan van Utrecht (1459–1523): Der Niederländer und spätere Papst Hadrian von Utrecht war seit 1517 Kardinal und enger Mitarbeiter Karls V., in dessen Namen er als Generalinquisitor und Statthalter die spanische Monarchie regierte. Utrecht war damals ein zur Herrschaft Burgund gehörender Teil des Heiligen Römischen Reiches Deutscher Nation.
- Joseph Dominikus von Lamberg (1680–1761): Der gebürtige Steyrer wurde als Fürstbischof von Passau 1738 zum Kardinal ernannt.
- Leopold Ernst von Firmian (1708–1783): Der gebürtige Trienter wurde als Fürstbischof von Passau 1772 zum Kardinal ernannt.
- Joseph Franz Anton von Auersperg (1734–1795): Der gebürtige Wiener wurde als Fürstbischof von Passau 1789 zum Kardinal ernannt.

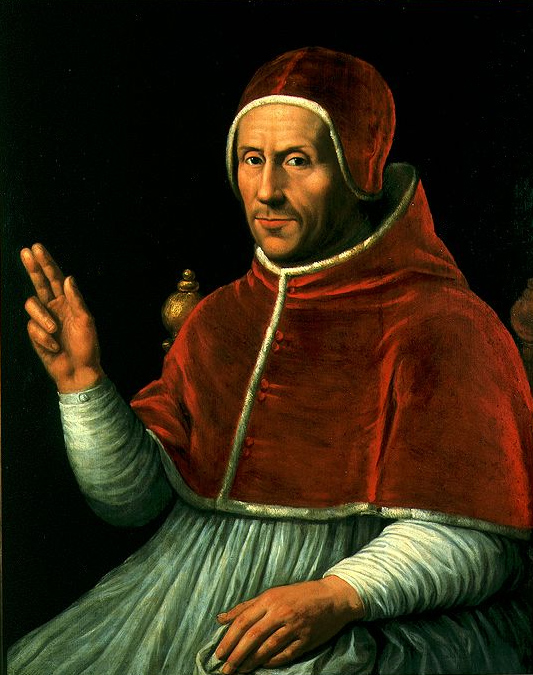
Adrian von Utrecht
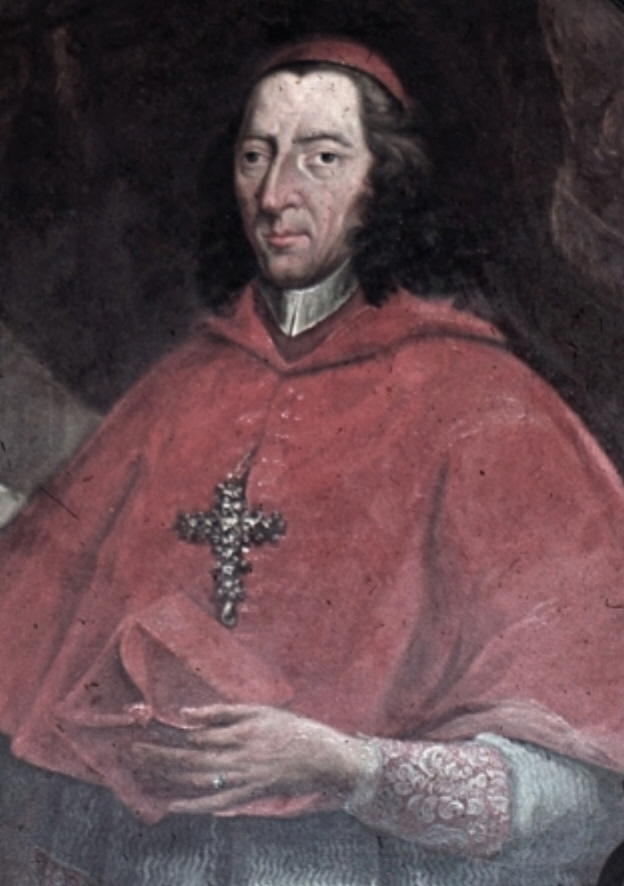
Joseph Dominikus von Lamberg
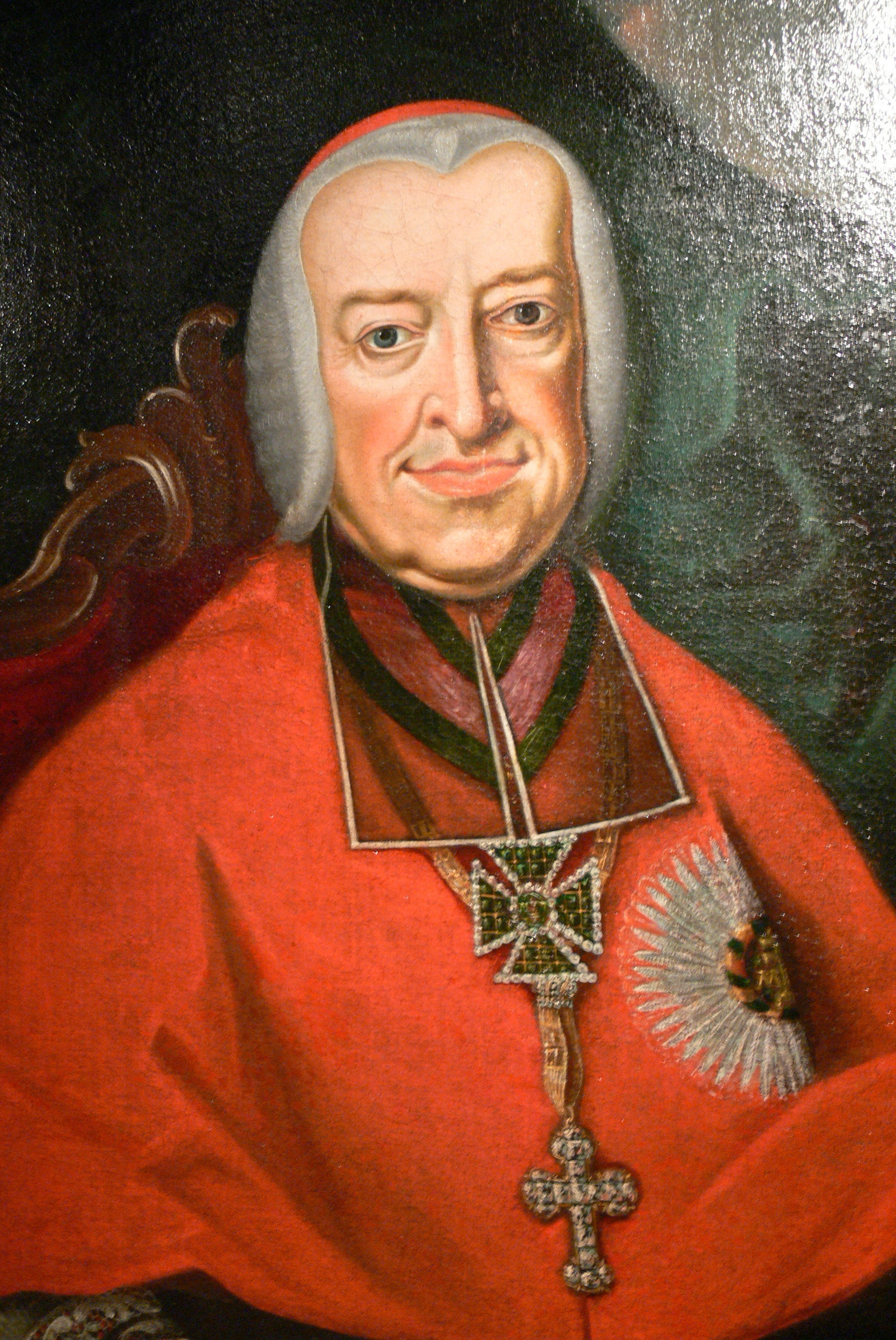
Leopold Ernst von Firmian
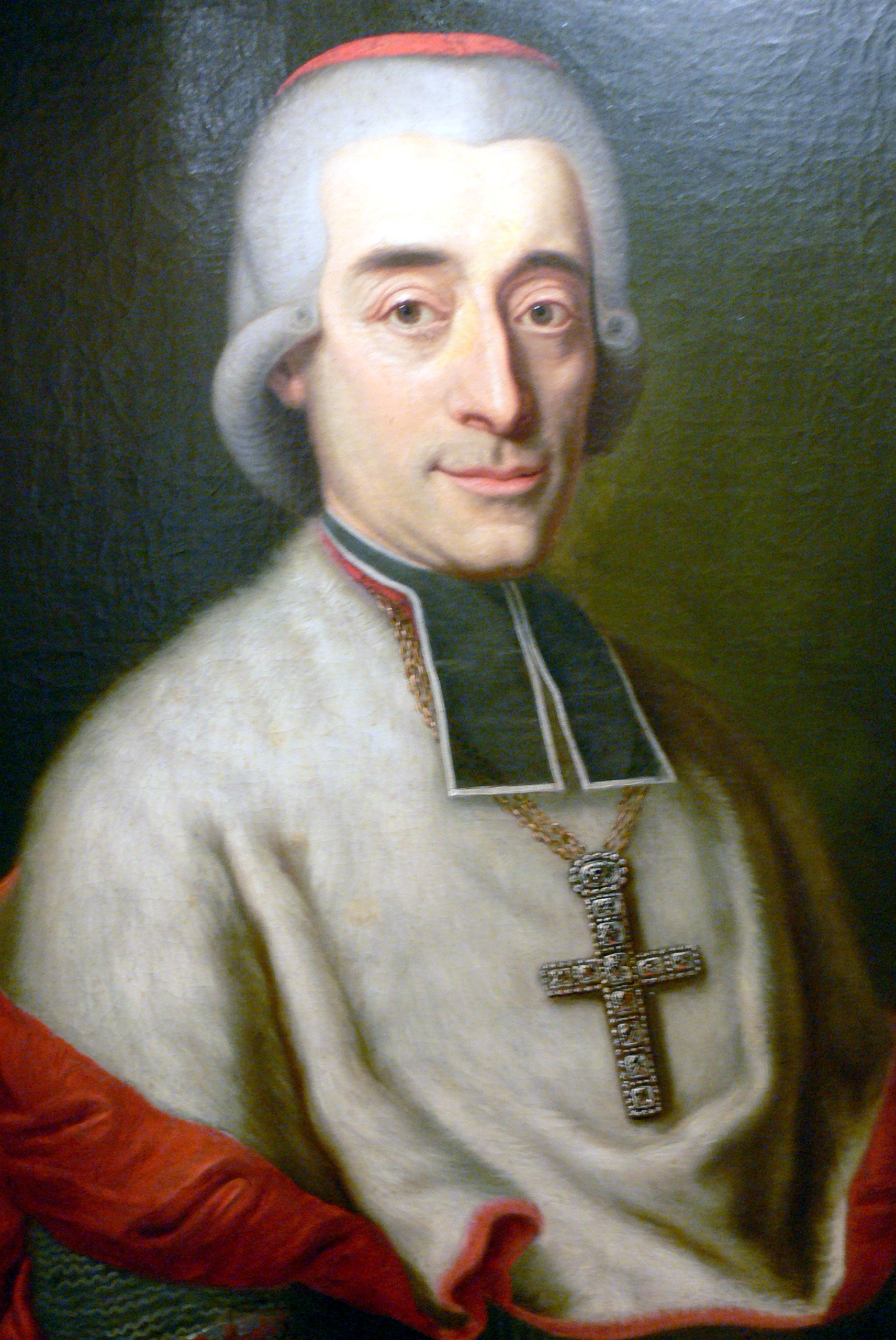
Joseph Franz von Auersperg

## Deutsche Kardinäle seit 1803
Im Folgenden sind alle 42 Kardinäle seit 1818 aufgeführt. Derzeit (15. März 2024) leben noch sechs deutsche Kardinäle, davon sind drei unter 80 Jahren und damit noch papstwahlberechtigt.
Darüber hinaus wird bei Romano Guardini darüber spekuliert, ob Papst Paul VI. ihm den Kardinalspurpur 1965 angetragen hat, der Theologe diesen aber alters- und gesundheitsbedingt abgelehnt habe. Eine frühe Korrespondenz Montini–Guardini gab es. Dieses vom Istituto Paolo VI in Brescia widerlegte Gerücht hält sich seit einer diesbezüglichen dpa-Meldung vom 8. Februar 1965 hartnäckig. Dafür sprach jedoch, dass beim Konsistorium vom 22. Februar 1965 seine theologischen Weggefährten Lorenz Jaeger und Giulio Bevilacqua ins Kardinalskollegium aufgenommen wurden, und sein Freund Felix Messerschmid diesen Vorgang bestätigte.
| Name                                                     | Bild | Geboren | Diözese / Funktion seit | Ernennung zum Kardinal             | Wappen | Ernennung durch Papst | Gestorben |
| -------------------------------------------------------- | ---- | ------- | --- | ---------------------------------- | ------ | --------------------- | --------- |
| Johann Casimir Häffelin                                  |      | 1737    | Bayerischer Gesandter beim Hl. Stuhl (1803–1827)                                                                                           | 1818                               |        | Pius VII.             | 1827      |
| Johannes Baptist Jacob von Geissel                       |      | 1796    | Erzbischof von Köln (1845) | 1850                               |        | Pius IX.              | 1864      |
| Melchior Ferdinand Joseph von Diepenbrock                |      | 1798    | Fürstbischof von Breslau (1845) | 1850                               |        | Pius IX.              | 1853      |
| Karl August von Reisach                                  |      | 1800    | Präfekt der Studienkongregation (1862), bis 1856 Erzbischof von München und Freising                                                       | 1855                               |        | Pius IX.              | 1869      |
| Gustav Adolf Prinz zu Hohenlohe-Schillingsfürst          |      | 1823    | Erzpriester der Patriarchalbasilika Santa Maria Maggiore (1878)                                                                            | 1866                               |        | Pius IX.              | 1896      |
| Josef Hergenröther                                       |      | 1824    | Präfekt des Vatikanischen Geheimarchivs | 1879                               |        | Leo XIII.             | 1890      |
| Paulus Ludolf Melchers                                   |      | 1813    | Kurienkardinal, em. Erzbischof von Köln (1885)                                                                                             | 1885                               |        | Leo XIII.             | 1895      |
| Andreas Kardinal Steinhuber SJ                           |      | 1825    | Präfekt der Kongregation für die Ablässe und Reliquien (1895), Indexkongregation (1896)                                                    | 1893 (in pectore, 1894 öffentlich) |        | Leo XIII.             | 1907      |
| Georg Kardinal von Kopp                                  |      | 1837    | Erzbischof von Breslau (1887) | 1893                               |        | Leo XIII.             | 1914      |
| Philipp Krementz                                         |      | 1819    | Erzbischof von Köln (1885) | 1893                               |        | Leo XIII.             | 1899      |
| Antonius Hubert Kardinal Fischer                         |      | 1840    | Erzbischof von Köln (1902) | 1903                               |        | Pius X.               | 1912      |
| Felix Kardinal von Hartmann                              |      | 1851    | Erzbischof von Köln (1912) | 1914                               |        | Pius X.               | 1919      |
| Franziskus Kardinal von Bettinger                        |      | 1850    | Erzbischof von München und Freising (1909)                                                                                                 | 1914                               |        | Pius X.               | 1917      |
| Adolf Kardinal Bertram                                   |      | 1859    | Bischof von Hildesheim (1906–1914), (Erz-)Bischof von Breslau (1914–1945, nach Erhebung von Breslau zum Erzbistum ab 1930 Erzbischof)      | 1916 (in pectore, 1919 öffentlich) |        | Benedikt XV.          | 1945      |
| Karl Joseph Kardinal Schulte                             |      | 1871    | Erzbischof von Köln (1920) | 1921                               |        | Benedikt XV.          | 1941      |
| Michael Kardinal von Faulhaber                           |      | 1869    | Erzbischof von München und Freising (1917)                                                                                                 | 1921                               |        | Benedikt XV.          | 1952      |
| Franziskus Kardinal Ehrle SJ                             |      | 1845    | Präfekt der Vatikanischen Bibliothek (1895), Bibliothekar der Vatikanischen Bibliothek und Archivar des Vatikanischen Geheimarchivs (1929) | 1922                               |        | Pius XI.              | 1934      |
| Seliger Clemens August Kardinal von Galen                |      | 1878    | Bischof von Münster (1933) | 1946                               |        | Pius XII.             | 1946      |
| Josef Kardinal Frings                                    |      | 1887    | Erzbischof von Köln (1942) | 1946                               |        | Pius XII.             | 1978      |
| Konrad Kardinal von Preysing                             |      | 1880    | Bischof von Berlin (1932) | 1946                               |        | Pius XII.             | 1950      |
| Joseph Kardinal Wendel                                   |      | 1901    | Erzbischof von München und Freising (1952)                                                                                                 | 1953                               |        | Pius XII.             | 1960      |
| Julius Kardinal Döpfner                                  |      | 1913    | Bischof von Berlin (1957) Erzbischof von München und Freising (1961),                                                                      | 1958                               |        | Johannes XXIII.       | 1976      |
| Augustin Kardinal Bea SJ                                 |      | 1881    | Sekretär des neuen Päpstlichen Rates zur Förderung der Einheit der Christen (1960)                                                         | 1959                               |        | Johannes XXIII.       | 1968      |
| Lorenz Kardinal Jaeger                                   |      | 1892    | Erzbischof von Paderborn (1941) | 1965                               |        | Paul VI.              | 1975      |
| Alfred Kardinal Bengsch                                  |      | 1921    | Bischof von Berlin (1961, seit 1962 Titularerzbischof)                                                                                     | 1967                               |        | Paul VI.              | 1979      |
| Joseph Kardinal Höffner                                  |      | 1906    | Erzbischof von Köln (1969) | 1969                               |        | Paul VI.              | 1987      |
| Hermann Kardinal Volk                                    |      | 1903    | Bischof von Mainz (1962) | 1973                               |        | Paul VI.              | 1988      |
| Joseph Kardinal Schröffer                                |      | 1903    | Sekretär der Kongregation für das katholische Bildungswesen (1967)                                                                         | 1976                               |        | Paul VI.              | 1983      |
| Joseph Kardinal Ratzinger (ab 2005: Papst Benedikt XVI.) |      | 1927    | Erzbischof von München und Freising (1977–1982), Präfekt der Kongregation für die Glaubenslehre (1982–2005), Papst (2005–2013)             | 1977                               |        | Paul VI.              | 2022      |
| Joachim Kardinal Meisner                                 |      | 1933    | Bischof von Berlin (1980), Erzbischof von Köln (1988)                                                                                      | 1983                               |        | Johannes Paul II.     | 2017      |
| Paul Augustin Kardinal Mayer OSB                         |      | 1911    | Präfekt der Kongregation für den Gottesdienst und die Sakramentenordnung (1985)                                                            | 1985                               |        | Johannes Paul II.     | 2010      |
| Friedrich Kardinal Wetter                                |      | 1928    | Erzbischof von München und Freising (1982–2008)                                                                                            | 1985                               |        | Johannes Paul II.     |           |
| Franz Kardinal Hengsbach                                 |      | 1910    | Bischof von Essen (1957) | 1988                               |        | Johannes Paul II.     | 1991      |
| Georg Kardinal Sterzinsky                                |      | 1936    | (Erz-)Bischof von Berlin (1989–2011) | 1991                               |        | Johannes Paul II.     | 2011      |
| Alois Kardinal Grillmeier SJ                             |      | 1910    | Konzilstheologe | 1994                               |        | Johannes Paul II.     | 1998      |
| Johannes Joachim Kardinal Degenhardt                     |      | 1926    | Erzbischof von Paderborn (1974–2002) | 2001                               |        | Johannes Paul II.     | 2002      |
| Karl Kardinal Lehmann                                    |      | 1936    | Bischof von Mainz (1983) | 2001                               |        | Johannes Paul II.     | 2018      |
| Leo Kardinal Scheffczyk FSO                              |      | 1920    | Theologe | 2001                               |        | Johannes Paul II.     | 2005      |
| Walter Kardinal Kasper                                   |      | 1933    | Sekretär (1999), später Präsident des Päpstlichen Rates zur Förderung der Einheit der Christen (2001–2010)                                 | 2001                               |        | Johannes Paul II.     |           |
| Paul Josef Kardinal Cordes                               |      | 1934    | Präsident des Päpstlichen Rates „Cor Unum“ (1995–2010)                                                                                     | 2007                               |        | Benedikt XVI.         | 2024      |
| Walter Kardinal Brandmüller                              |      | 1929    | Theologe und Kirchenhistoriker | 2010                               |        | Benedikt XVI.         |           |
| Reinhard Kardinal Marx                                   |      | 1953    | Erzbischof von München und Freising (2008)                                                                                                 | 2010                               |        | Benedikt XVI.         |           |
| Rainer Maria Kardinal Woelki                             |      | 1956    | Erzbischof von Berlin (2011–2014), Erzbischof von Köln (seit 2014)                                                                         | 2012                               |        | Benedikt XVI.         |           |
| Karl Josef Kardinal Becker SJ                            |      | 1928    | Theologe und Dogmatiker | 2012                               |        | Benedikt XVI.         | 2015      |
| Gerhard Ludwig Kardinal Müller                           |      | 1947    | Präfekt der Kongregation für die Glaubenslehre (2012–2017)                                                                                 | 2014                               |        | Franziskus            |           |
| Karl-Josef Kardinal Rauber                               |      | 1934    | emeritierter Diplomat des Heiligen Stuhls                                                                                                  | 2015                               |        | Franziskus            | 2023      |

### Deutsche Kardinäle in ausländischen Bistümern
| Name                      | Bild | Geboren | Diözese / Funktion seit        | Ernennung zum Kardinal | Wappen | Ernennung durch Papst | Gestorben |
| ------------------------- | ---- | ------- | ------------------------------ | ---------------------- | ------ | --------------------- | --------- |
| Josef Clemens Maurer CSsR |      | 1900    | Erzbischof von Sucre, Bolivien | 1967                   |        | Paul VI.              | 1990      |